# Rudgea tambillensis
Rudgea tambillensis là một loài thực vật có hoa trong họ Thiến thảo. Loài này được Zahlbr. miêu tả khoa học đầu tiên năm 1892.